# Klangstein (Namibia)
Der Klangstein (englisch Musical Stone) ist eine archäologische Fundstätte auf der Farm Rooipunt, etwa 100 Kilometer südlich von Bethanien in der Region ǁKaras in Namibia. Er ist seit 15. August 1963 ein Nationales Denkmal Namibias.
Angaben der Denkmalkommission zufolge handelt es sich um einen historischen Ritualplatz. Hinter den Klangsteinen sei eine Tanzfläche zu finden. Zudem gibt es hier zahlreiche Felszeichnungen zu entdecken.